# Karl Johann August Müller
Karl (Johann August) Müller (Müller Hallensis),  (Allstedt, 16 december 1818 - Halle, 9 februari 1899) was een Duitse bryoloog.

## Jeugd en opleiding
Müller werd geboren in eenvoudige familie-omstandigheden. Zijn vader was de leerbewerker Christian Müller en zijn moeder Louise Hoblitz.
Hij rondde een apothekersopleiding af en werkte enkele jaren als apotheker. In 1842 werkte hij in de apotheek van Ernst Hampe en liet zich enthousiast maken voor de bryologie. In 1843 wisselde hij naar Halle (Saale), waar hij bij Diederich Franz Leonhard von Schlechtendal botanica studeerde. In 1847 begon hij met de heruitgave van zijn Synopsis Muscorum Frondosorum omnium hucusque cognitorum. De ideeën van Charles Darwin verwierp hij. In 1880 werd hij lid van de Leopoldina.

## Werk
Naast zijn studie schreef Müller voor de Botanische Zeitung en van 1852 tot 1896 was hij hoofdredacteur en met Otto Eduard Vincenz Ule redacteur van het weekblad Die Natur.

## Privéleven en overlijden
Müller was tweemaal gehuwd. Zijn eerste vrouw was Henriette Hauff. In 1864 trouwde hij dan met Hedwig Mathilde Sorge. Hij had een zoon uit zijn eerste huwelijk en twee dochters uit zijn tweede huwelijk.
Karl Johann August Müller overleed in februari 1899 op 80-jarige leeftijd.
- Bibliothèque nationale de France: cb14065260k (data)
- Author citation (botany): Müll.Hal.
- CiNii: DA16924133
- Gemeinsame Normdatei: 117604607
- International Standard Name Identifier: 0000 0001 1039 2835
- Library of Congress Control Number: n85193207
- Nationale Bibliotheek van Tsjechië: mub2016902292
- Nationale Bibliotheek van Israël: 987007265728605171
- Nationale Bibliotheek van Polen: a0000001726496
- Nederlandse Thesaurus van Auteursnamen: 12818468X
- Réseau des bibliothèques de Suisse occidentale: 02-A021639613
- Istituto Centrale per il Catalogo Unico: TSAV182989
- LIBRIS: 79060
- SNAC: w6sn09t0
- Système universitaire de documentation: 088136671
- Museum of New Zealand Te Papa Tongarewa: 33552
- Virtual International Authority File: 13088914
- WorldCat: E39PBJhX6VY6bffTDFVhVhBByd